# Коляканова, Наталия Борисовна
Наталия Борисовна Коляканова (род. 9 июня 1955 года, Чкалов) — советская и российская актриса театра и кино, заслуженная артистка Российской Федерации.

## Биография
Наталия Коляканова в 1978 году окончила Иркутское театральное училище. Играла в Иркутском драматическом театре им. Н. П. Охлопкова Ирину («Три сестры» А. Чехова), Шурочку Азарову («Давным-давно» А. Гладкова), Сапожникову («Синие кони на красной траве» М. Шатрова), Ариадну («Гнездо глухаря» В. Розова), Асю («Воспоминания…»), Николь («Полоумный Журден» М. Булгакова).
Актриса переехала в Москву и поступила в ГИТИС на заочный курс к Марку Захарову. После первой сессии Захаров передал курс Анатолию Васильеву. Ещё учась в ГИТИСе, стала работать в театре «Школа драматического искусства» под руководством Анатолия Васильева. Вскоре стала ведущей актрисой этого театра, играла героинь Достоевского, Мольера, Пиранделло, Пушкина, Наденьку в спектакле «Серсо» по пьесе Виктора Славкина. В 1993 году получила диплом режиссёра драмы (актёрско-режиссёрская мастерская Анатолия Васильева). Принимала участие в международных проектах театра «Школа драматического искусства»: «Я — Чайка» по А. Чехову (Италия), «Vis-a-vis» по Ф. Достоевскому (Берлин-92), «Каждый по-своему» (Рим-93), «Илиада» Гомера (Япония-97). Ставила пьесы в Германии и Италии, проводила мастер-классы.
В 1998 году ушла из театра Анатолия Васильева.
В 1999 году сыграла роль Дали-Галы в антрепризном спектакле Юрия Грымова «Дали».
В 2001 году в «Театре наций» исполнила роль Аркадиной в спектакле «Опыт освоения пьесы „Чайка“ системой Станиславского» (реж. Андрей Жолдак).
Наталия Коляканова много снимается в кино. Впервые появилась на экране 1983 году в эпизоде фильма «Детский сад», куда её пригласил режиссёр Евгений Евтушенко, увидевший Наталию в спектакле Иркутского театра. Известность пришла после роли Кристины в фильме Павла Лунгина «Такси-блюз». Фильм номинировался на Золотую Пальмовую ветвь Каннского кинофестиваля 1990 года. Позднее актриса снялась ещё в четырёх фильмах Лунгина: «Свадьба», «Олигарх», «Бедные родственники», «Дама пик». Фильм «Свадьба» получил специальный приз жюри «За лучший актёрский ансамбль» на Каннском кинофестивале в 2000 году.
Бывший муж — Георгий Кимович Белых, врач, основатель клиники в Иркутске, позже в 2007 году умер.
Сын — Даниил Белых, два внука

## Роли в театре «Школа драматического искусства»
- Падчерица и Премьерша — «Шесть персонажей в поисках автора» Л. Пиранделло (1987). (Спектакль был показан на многих международных фестивалях и отмечен: кубком «УБУ» Милан 1988; «Призом за лучшую постановку сезона» Барселона 1989; Гран-при фестиваля Театров Америк 1989).
- Наденька — «Серсо» В. Славкина. (Спектакль был сыгран на фестивале «Молодой театр-87» в Каунасе и во время турне по Европе в «Театро Арджентино» в Риме, в Париже, в Брюсселе, Мюнхене).
- Моммина — «Сегодня мы импровизируем» Л. Пиранделло (Премьера на фестивале «Парма-90», Италия)
- Маргарита — «Нельская башня» А. Дюма
- Лебядкина — «Бесы» Ф. Достоевского.
- Аглая и Настасья Филипповна — «Идиот» Ф. Достоевского
- Алкмена и Меркурий — «Амфитрион» Мольера.
- Зина — «Дядюшкин сон» Ф. Достоевского
- Дона Анна и Лаура — «Дон Жуан или каменный гость и др. стихи» по А. Пушкину

## Фильмография
1. 1990 — Такси-блюз — Кристина
2. 1990 — Ленинград. Ноябрь — Наташа, медсестра
3. 1990 — Похороны Сталина — мать Жени
4. 1992 — Прорва — балерина
5. 1992 — То, что важнее всего / Wszystko, co najwazniejsze… (Польша) — Вера
6. 1996 — Принципиальный и жалостливый взгляд — Аля
7. 2000 — Свадьба — Римма, тётя из Харькова
8. 2002 — Москва — Ирина
9. 2002 — Дневник камикадзе — Екатерина
10. 2002 — Олигарх — Нина
11. 2002 — Театральный роман — Пряхина
12. 2003 — Постельные сцены
13. 2003 — Формула — Римма Валентиновна Горчакова
14. 2004 — Строптивая мишень — Верка
15. 2004 — Слушатель — Наталья Петровна, жена Федулова
16. 2005 — Бедные родственники — Римма, переводчица
17. 2005 — Вдвоём (короткометражка) — мать
18. 2005 — Доктор Живаго — Амалия Гишар
19. 2006 — Игра в шиндай — Регина
20. 2006 — Девять месяцев — чиновница
21. 2007 — Смерть шпионам — Галина Сергеевна Шагалова, майор медицинской службы
22. 2008 — 2-Асса-2 — безумная Агнесса, жена Крымова
23. 2009 — Отдамся в хорошие руки — хозяйка отеля
24. 2010 — Случайная связь — мать
25. 2011 — Время для двоих — Женя, мать Дмитрия
26. 2011 — Роман с кокаином — мать Вадима
27. 2012 — Все ушли — мадам Вердо
28. 2016 — Дама пик — Эльвира
29. 2016 — Клад
30. 2019 — Трезвый водитель — няня
31. 2022 — Чук и Гек. Большое приключение — соседка

## Награды и номинации
- 1996 — Открытый Российский кинофестиваль «Кинотавр» — приз За лучшую женскую роль («Принципиальный и жалостливый взгляд»).
- 1996 — Номинация на премию «Ника» За лучшую женскую роль («Принципиальный и жалостливый взгляд»)[9].
- 2012 — V Чебоксарский международный кинофестиваль: приз За исполнение роли второго плана (фильм «Случайная связь»)[10].
- 2012 — II Севастопольский международный кинофестиваль — диплом За лучшую женскую роль («Все ушли»)[11].